# Semiothisa aucillaria
Semiothisa aucillaria là một loài bướm đêm trong họ Geometridae.